# 立蔵神社
立蔵神社（たちくらじんしゃ）は、富山県富山市本宮にある神社。かつては雄山神社の本宮として大いに賑わったと伝えられる。

## 概要
立蔵神社は、与四兵衛山を境内に持つ神社で、現在では山村の小さな神社に過ぎないものの、かつては立山信仰の上で重要な神社であり、雄山神社の「本宮」と称されていたという。

## 歴史
社伝によると、701年（大宝元年）に立山開山の祖である佐伯有頼が五穀成就のために保食神を字立蔵洞に祀ったのが起源で、714年（和銅7年）、佐伯頼本に譲って地名により立蔵社と称し、立山の本宮と伝承された古社であるという。
一説には、佐伯有頼の師にあたる薬勢上人が建立したものとも伝えられ、立山への道筋として、峰近くの説法ヶ原に鎮座し、庶民の立山礼拝祭場の本宮として、芦峅寺の中宮（祈願殿）、岩峅寺の前立社壇と同格の立山三宮の一つとされていたという。

## 公卿石
大山地区の本宮にある立蔵神社境内には、公卿石と呼ばれる大石があった。この石はかつて与四兵衛山（吉部山）の麓にあった巨石の一部を立蔵社へ奉納したものである。
公卿石の表面には、符号とみられる碁盤状の線刻が複数認められ、別名「碁盤石」とも呼ばれる。
この巨石は安山岩で、与四兵衛山中にみられる巨石の一つである。現在石は下が土中に埋まるが、大きさは長軸1.86m短軸1.45mで、南端が6箇所の電動ドリル跡で割り取られており、原形はさらに長かったことがわかる。
一説では、芦峅寺から見る与四兵衛山の山容は、神の山とみてもよい端厳さで、与四兵衛山周辺にある巨石も信仰の対象となり、神の形代あるいは依代として尊ばれ、その霊力を高めるために呪符的なゲーム盤文様を線刻したといわれる。

## アクセス
- 富山地方鉄道立山線の本宮駅から徒歩3分（250m程度）。